# Camila Pinzón
Camila Andrea Pinzón Jiménez (Tunja, 27 de septiembre de 1996) es una reina de belleza, modelo, filántropa, reportera de televisión y licenciada en lenguas extranjeras aplicadas, especializada en marketing, ganadora del título Miss Mundo Colombia 2022 siendo la primera representante de Boyacá en ganar el certamen. Representó a Colombia en Miss Mundo 2023.

## Biografía
Camila Pinzón nació el 27 de septiembre de 1995 en el municipio de Duitama, Boyacá. Hija de Javier Pinzón y Claudia Jiménez, realizó sus estudios de primaria y secundaria en el Colegio Campestre Suazapawa ubicado a las afueras de Nobsa, Boyacá. obteniendo el mejor puntaje dentro de su promoción, en las pruebas de Estado ICFES. Posteriormente vivió en Francia cursando su pregrado en lenguas extranjeras aplicadas en la Universidad Sorbonne Nouvelle (Paris 3) y maestría en Negocios Internacionales y marketing en NEOMA Business School en París.Como Modelo ha desfilado para diferentes marcas como Louis Vuitton, Dior y Prada.Habla español, francés, inglés e italiano.

## Participación en concursos de belleza

### Miss Universe Colombia 2021
Camila participó en la 2.ª edición como Miss Universe Boyacá en el concruso Miss Universe Colombia 2021 que se realizó el lunes 18 de octubre de 2021 en el Chamorro City Hall de la ciudad de Bogotá compitiendo contra otras 24 aspirantes al título en donde logró posicionarse dentro de las 13 semifinalistas, resultando como ganadora la cartagenera Valeria Ayos.

### Miss Mundo Colombia 2022
Camila concursó por el departamento de Boyacá, siendo la gran favorita para ganar el certamen, ganó el premio más importante del concurso, «Belleza con Propósito» debido a su proyecto social denominado Las llaves del mundo. La final se llevó a cabo el 20 de agosto de 2022 en el Club Militar de Oficiales del Ejército en la ciudad de Bogotá. Al final del evento fue coronada como Miss Mundo Colombia 2022 por su antecesora, la antioqueña Andrea Aguilera. Camila representará a Colombia en Miss Mundo 2023 que tendrá lugar el 9 de marzo de 2024, en India. A través de su proyecto de belleza con un propósito, ha tenido la oportunidad de realizar viajes humanitarios en más de 10 países. Liderando diferentes iniciativas filantrópicas, tales como: construcción de bibliotecas en colegios, entrega de becas y material didáctico para aprendizaje de idiomas, donaciones de alimentos, apoyo a damnificados por la guerra, visita a embajadas y relaciones diplomáticas en pro de la educación, clases de idiomas en colegios, entrega de becas entre otras acciones. Estos países son: Polonia, Inglaterra, Estados Unidos, Suecia, Marruecos, Kenia, Polonia, España, Emiratos Árabes Unidos, Colombia, Indonesia, India, Nepal. En enero de 2024, recibió el reconocimiento como «Embajadora de Paz» por parte de la organización «Universal Peace Federation». La ceremonia se celebró en Londres.